# Luisa Carnés
Luisa Genoveva Carnés Caballero —també coneguda pels pseudònims de Clarita Montes i Natalia Valle — (Madrid, 3 de gener de 1905 - Ciutat de Mèxic, 12 de març de 1964) va ser una escriptora i periodista espanyola de la Generació del 27. Militant comunista, es va exiliar a Mèxic al final de la Guerra civil espanyola.

## Biografia
Nascuda en una humil família madrilenya, el seu pare, Luis Carnés, era barber i practicant, i la seva mare, Rosario Caballero, era sastra, però va abandonar la feina per cuidar sis fills, dels quals Luisa era la gran. Va abandonar l'escola als onze anys i va entrar com a aprenenta al taller de barrets d'una tia seva (Petra Caballero Aparicio), feina que va deixar per passar a l'obrador d'una pastisseria. Com explica en una entrevista que se li va fer el 1930:
| « | A los once años aprendí un oficio. Entonces, quizás, surgieron en mí las inquietudes, que aún no me han abandonado, las preguntas a las que todavía no he hallado contestación. ¿Por qué las mujeres se odian entre sí tan terriblemente? | » |

En aquestes mateixes pàgines confessa que el 1923 va agafar «la ploma per primera vegada per fer un conte» i que, com que no es podia «gastar un duro en un llibre», s'alimentava «espiritualment amb els fulletons publicats als diaris i amb les novel·les barates» i així va anar ascendint «fins a Cervantes, Dostoievski, Tolstoi...» de manera autodidacta a través de textos que adquiria i intercanviava en llibreries populars, mentre treballava també des del 1928 com a telefonista o mecanògrafa a la casa editorial Companyia Ibero-Americana de Publicacions (CIAP), on va conèixer el seu primer marit, el dibuixant Ramón Puyol (1907-1981), amb qui va tenir un fill. Va gaudir d'alguna notorietat literària i després del tancament de l'editorial va emigrar a Algesires. Però va tornar a Madrid, on va treballar com a cambrera en un saló de te que li va inspirar, segons alguns, el seu millor llibre, Tea Rooms. Gran part de la seva obra està imbuïda de la seva ideologia, ja que va ser militant del PCE i recolzava Clara Campoamor en defensa del sufragi femení. Defensora activa de la causa republicana, en esclatar la Guerra Civil va escriure articles i teatre de combat en la seva defensa que va estrenar amb Rafael Alberti fins que va passar a França per La Jonquera. Es va lliurar d'anar a parar a un camp de concentració gràcies a l'oferiment del president mexicà Lázaro Cárdenas, i així va acabar exiliada el 1939 a Mèxic embarcant-se al famós transatlàntic «Veendam», juntament amb un grapat d'intel·lectuals republicans. Allí va romandre fins que va morir el març del 1964 en un accident d'automòbil, en què la seva família es va salvar.

## Una carrera literària
Va deixar un corpus literari d'una desena de novel·les, una seixantena de contes, tres-centes peces de teatre i centenars de cròniques.
El primer conte localitzat a la premsa és Mar adentro (1926). Entre aquesta data i la primavera de 1929 va publicar quatre contes a la premsa, fet poc comú en persones alienes al món de la cultura.
La seva primera obra impresa, Peregrinos del calvario (1928), reuneix una sèrie de novel·les breus amb influències de Dostoievski, Tolstoi, el fulletó i la novel·la popular, en un to religiós comú als seus primers textos. Ja amb aquesta obra va sorprendre els crítics per la maduresa del seu estil, de la seva força expressiva i excel·lents dots d'observació. Així, amb només vint-i-tres anys, va irrompre amb força als cercles literaris madrilenys i aviat es va convertir en una de les figures femenines més destacades de la cultura espanyola dels anys 30 gràcies a la seva narrativa social. Va col·laborar activament als principals mitjans de comunicació de l'època, especialment a La Voz i als setmanaris Estampa i Crònica, amb contes, relats i reportatges.
El 1930 va aparèixer la seva segona publicació narrativa, ambientada a Madrid i amb una interessant figura com a protagonista que dona nom a l'obra, Natacha, ambientada en un taller tèxtil on va treballar durant un temps. Va ser saludada per la crítica com una obra madura. La novel·la conté moltes notes autobiogràfiques, està fortament inspirada en la literatura russa, especialment en les obres de Dostoievski, i és el primer intent de l'autora de denunciar la situació de les dones treballadores de les classes populars, tema que es tornarà habitual en els seus escrits.
I el 1934 es va publicar Tea Rooms. Mujeres obreras, la seva novel·la més marcadament social, una novel·la-reportatge amb experiències reals de les dones treballadores de l'època, una crònica periodística sobre la situació que vivien les dones a la rereguarda republicana a la ciutat de Madrid. Fou reeditada el 2016.
El 1936, ja iniciada la Guerra Civil, va irrompre a l'escena espanyola amb Así empezó..., estrenada el 22 d'octubre al Teatre Lara de Madrid (rebatejat com a Teatre de la Guerra, secció teatral de l'Altavoz del Frente) un drama d'agitprop en un acte que va rebre excel·lents crítiques per la seva «originalidatd y interés».
Els seus últims mesos a Espanya, així com la seva sortida el 1939 i la seva arribada a Mèxic, van ser narrats a De Barcelona a la Bretaña francesa. Episodios de heroismo i martirio de la evacuación española, que va restar inèdita en mans del seu fill fins al 2014, en què va ser publicada per Renacimiento. Va escriure també la novel·la El eslabón perdido, en què l'autora descriu el conflicte generacional que enfronta els exiliats adults i els seus descendents, que no van conèixer la pàtria perduda i anhelada, i que busquen el seu lloc a la terra que els va acollir.
També va escriure dues obres dramàtiques publicades a Mèxic, sense que hagi quedat constància de la seva estrena: Cumpleaños (1966) i Los vendedores de miedo (1966).
El 2017, l'editorial Hoja de Lata va publicar una selecció dels seus contes, englobats sota el títol Trece cuentos (1931-1963), i a l'any següent, els seus contes complets. L'any 2019, Espuela de Plata va publicar la seva segona novel·la: Natacha (1930).
El 2022, Tea Rooms. Mujeres obreras va ser portada al teatre en versió i direcció de Laila Ripoll.

## Labor com a periodista
La seva vida com a periodista a Espanya va ser curta, ja que es va veure interrompuda per la guerra civil. Durant la República va formar part del grup de periodistes que van destacar a la premsa madrilenya. Va practicar un periodisme d'immersió en aspectes poc coneguts de la realitat, cercant el costat humà i traslladant als seus escrits la resposta a qüestions que preocupaven el poble.
Els seus primers treballs periodístics van aparèixer a Ondas (1929), La Voz (1930) i Nuevo Mundo (1933). Es va consolidar a les publicacions gràfiques del grup Montiel. Van destacar els seus treballs durant tres anys al setmanari Estampa: «Una mujer busca trabajo» (1934), «El hombre que sirve los periódicos al presidente de la República» (1934) i «La chalequera que le regaló un chaleco a don Alfonso XII» (1934). També va produir reportatges seriats: «Los hombres célebres vistos por sus cuidadores» (1934-1935) i «Mi vida: las memorias de Miss España recogidas por Luisa Carnés» (1934).
Es va incorporar al diari Ahora el 1934, destacant el seu article «Pensión completa. Memorias de una sirviente» (1934), i ja durant la guerra civil: «Las monjas luchan por la República. Una de ellas se hace comunista» (1936); i a Estampa: «El mono proletario, uniforme de honor» (1936), «Carteles antifascistas» (1936), «Un nuevo arte de la guerra en las calles de Valencia» (1937) i «Un dia en las trincheras» (1937), en què es va acostar al front i a la vida en rereguarda. Durant aquests anys va col·laborar també a Mundo Obrero i Altavoz del Frente, Frente Rojo, i amb el pseudònim de Natalia Valle, en el diari de les joventuts comunistes La Hora (1938).

## Exili a Mèxic
Va marxar cap a França el 26 de gener de 1939 i després de reunir-se a París amb el seu fill Ramon al maig de 1939 van marxar cap als Estats Units, i poc després arribaren a Mèxic, on va començar a treballar a la ràdio i va centrar la seva feina en l'àmbit periodístic. Com a exiliada i militant comunista i feminista va col·laborar en diverses publicacions Romance (1940), España Popular (1942), Nuestro tiempo (1947), España i la Paz (1951), Juventud de España, la revista mensual de les Joventuts Socialistes Unificades (JSU), y Mujeres Españolas (1951), òrgan de la Unión de Mujeres Antifascistas Españolas, publicació de la qual va ser directora. Com a periodista professional va treballar a la gran premsa mexicana: El Nacional, La Prensa, Novedades i la revista Noticias Gráficas, on solia signar amb el pseudònim de Clarita Montes. Fins al 1951 va desdoblar la seva identitat per diversificar la seva producció, ja que per a ella les activitats literàries i periodístiques s'havien de separar, per això utilitzarà diferents pseudònims. El 1956 apareix la seva novel·la sobre la guerrilla antifranquista Juan Caballero i al 1962 conclou La baula perduda, que quedarà inèdita.

## Pensament i narrativa
Carnés projecta en els seus personatges femenins la seva pròpia biografia, les seves vivències i l'evolució de les tensions existencials. La seva consciència política la portava a una visió emancipadora de les classes treballadores, en què pretenia mostrar de manera especial les contradiccions d'un sistema injust que castigava les dones. Als seus protagonistes, els permet desafiar el curs de la història i els permet actes de rebel·lia i provocació.

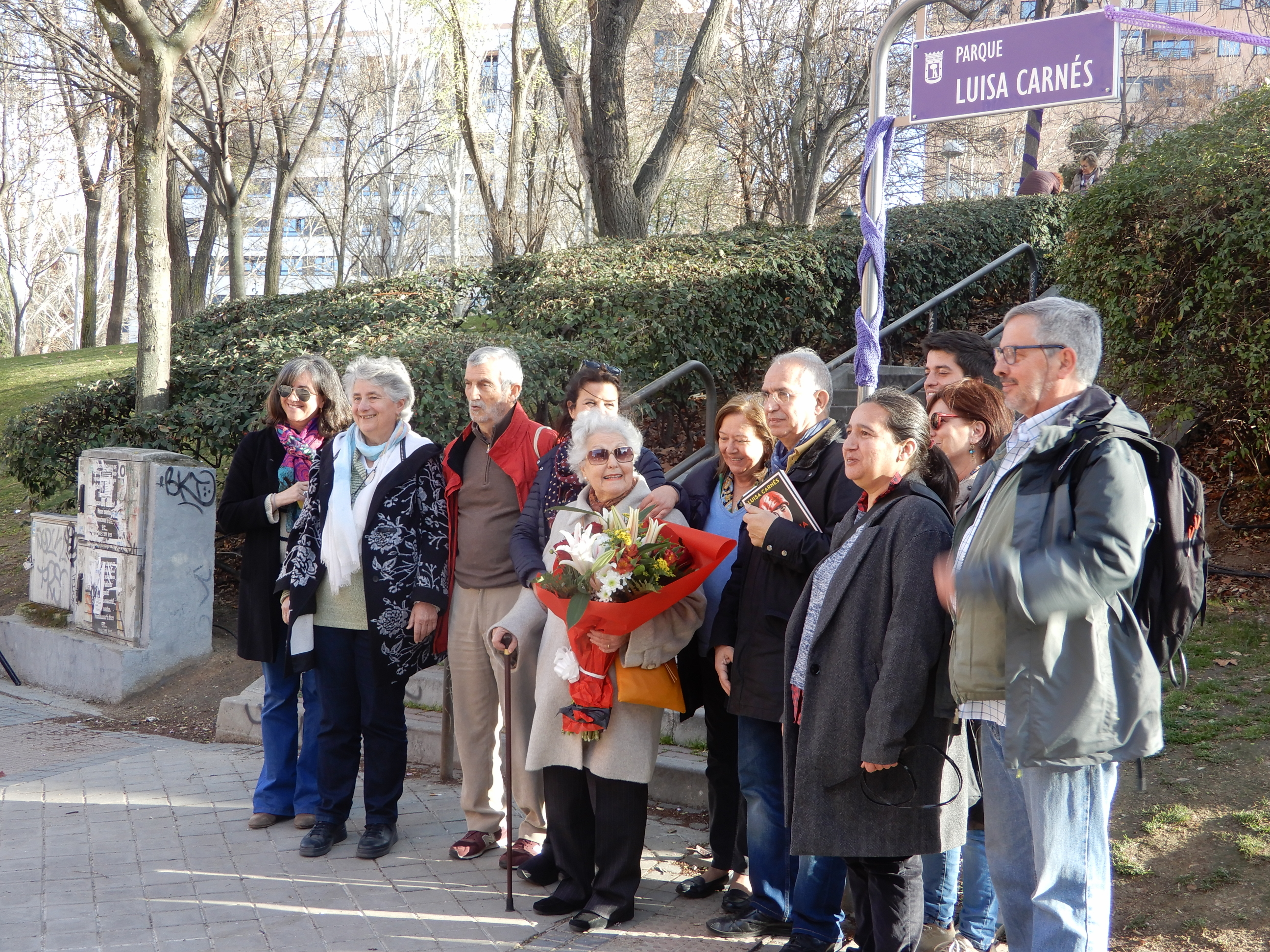
Inauguració a Madrid del parc Luisa Carnés, el 7 de març de 2019.

- «Tea rooms». Mujeres obreras. Hoja de Lata Editorial, 2016. Adaptada al teatre per Laila Ripoll el 2022.[16]

- Trece cuentos. Hoja de Lata Editorial, 2017.
- Rosalía. Hoja de Lata Editorial, 2017.
- De Barcelona a la Bretaña francesa. Editorial Renacimiento, 2014.
- El eslabón perdido. Editorial Renacimiento, 2017.
- Rojo y gris. Cuentos completos I, Ediciones Espuela de Plata, 2018.
- Donde brotó el laurel, Cuentos completos II. Ediciones Espuela de Plata, 2018.
- Natacha, Ediciones Espuela de Plata, 2019.

## Reconeixements
El 7 de març de 2019 es va inaugurar a la Ciudad de los Poetas, districte Moncloa-Aravaca de Madrid, un parc dedicat a Luisa Carnés. Va ser un acte senzill, al qual va assistir la regidora del districte, Montserrat Galcerán, i alguns dels seus familiars. Els seus néts van llegir textos ad hoc.
El 2021, el seu net Jose Ramón Puyol va iniciar un projecte per «recuperar» el Madrid de l'època de Carnés a través dels testimonis biogràfics deixats a la seva obra.
El 31 d'octubre del 2022 va ser un dels elegits per representar les víctimes de la dictadura el Dia de Record i homenatge a les víctimes del cop militar, la guerra i la dictadura.